# Salérans
Salérans település Franciaországban, Hautes-Alpes megyében. Lakosainak száma 79 fő (2022. január 1.). Salérans Barret-sur-Méouge, Éourres, Ballons és Lachau községekkel határos.

## Népesség
A település népessége az elmúlt években az alábbi módon változott:
| Lakosok száma | 52   | 37   | 54   | 77   | 96   | 94   | 90   | 85   | 82   | 79   |
|               | 1968 | 1982 | 1990 | 2006 | 2013 | 2015 | 2017 | 2019 | 2020 | 2022 |